# Une balle signée X
Pour plus de détails, voir Fiche technique et Distribution.
Une balle signée X (No Name on the Bullet) est un western américain réalisé par Jack Arnold, sorti en 1959.

## Synopsis
Un cavalier solitaire arrive dans la petite ville de Lordsburg. L'homme est plutôt discret et taciturne, et loue une chambre au saloon-hôtel, pour une durée indéterminée. Mais lorsqu'on entend son nom, les visages se figent : John Gant est connu comme un impitoyable tueur à gages. Cette arrivée équivaut donc à un arrêt de mort pour l'un des habitants de la tranquille localité. Plusieurs personnes craignent pour leur vie, car chacune sait qu'elle a des ennemis à Lordsburg susceptibles d'avoir payé Gant pour l'abattre. Les suspicions montent, la tension provoque de soudaines violences sous le regard calme et cynique de Gant.

## Fiche technique
- Titre : Une balle signée X
- Titre original : No Name on the Bullet
- Réalisation : Jack Arnold
- Scénario : Howard Amacker et Gene L. Coon
- Images : Harold Lipstein
- Musique : Herman Stein
- Costumes : Bill Thomas
- Montage : Frank Gross
- Production : Jack Arnold et Howard Christie pour Universal Pictures
- Pays d'origine : États-Unis
- Format :  CinémaScope - 35 mm
- Procédé : Couleur (Eastmancolor) - son mono (Westrex Recording System)
- Genre : Western
- Durée : 77 minutes
- Date de sortie : février 1959 (États-Unis)

## Distribution
- Audie Murphy (VF : Jacques Thébault) : John Gant
- Charles Drake (VF : Jacques Berthier) : Dr. Luke Canfield
- Joan Evans (VF : Francette Vernillat) : Anne Benson
- Virginia Grey (VF : Jacqueline Ferrière) : Roseanne Fraden
- Warren Stevens (VF : Roger Rudel) : Lou Fraden
- R. G. Armstrong (VF : Marcel Painvin) : Asa Canfield
- Willis Bouchey (VF : Pierre Leproux) : Shérif Buck Hastings
- Edgar Stehli (VF : Paul Villé) : Juge Benson
- Simon Scott (VF : Hubert Noël) : Henry Reeger
- Karl Swenson (VF : Raymond Loyer) : Earl Stricker
- Whit Bissell (VF : René Lebrun) : Thad Pierce
- Charles Watts : Sid, le barman
- John Alderson (VF : Henry Djanik) : Ben Chaffee
- Jerry Paris : Shérif-adjoint Harold Miller
- Russ Bender (VF : Marcel Lestan) : Jim, commerçant
- Acteur non crédité : Harold Goodwin (VF : Philippe Dumat) : Wilson, employé de banque

## Critiques
« Remarquable western, le meilleur film de Jack Arnold, superbement interprété par Audie Murphy dans le rôle du tueur, dont le calme fait merveille. C'est ce calme et cette assurance qui font trembler la ville, au point de renverser les rôles. Ce sont les autres qui vont devenir provocateurs et même assassins. Ils se puniront eux-mêmes de leur passé qu'ils sont tout à coup amenés à se reprocher. L'analyse des caractères et des comportements des gens est simple mais juste, ce qui entretient la tension et le suspense... »

— Olivier Gamble.